# Logowok
Logowok is een bestuurslaag in het regentschap Pasuruan van de provincie Oost-Java, Indonesië. Logowok telt 1619 inwoners (volkstelling 2010).